# Georg Brysting
Karl Georg Brysting (30. december 1891 i Keldby på Møn-26. oktober 1975 på Bispebjerg Hospital i København) var en dansk fodboldspiller.
Georg Brysting begyndte at spille fodbold i Sorø, hvor hans far ejede ”Café Sommerlyst”. Familien Brysting flyttede senere til København, hvor Georg Brysting meget hurtigt blev en af Danmarks mest kendte idrætsskikkelser. Han kom på landsholdet og var en af de bedste spillere på KB's berømte guldalderhold, som han vandt det danske mesterskab med 1914, 1917 og 1918. 
Han spillede back og var kendt for sin hurtighed og som en stor fighter. I 1912-1918 spillede han 17 landskampe på det danske fodboldlandshold og alle venskabskampe. Han vandt sine første ti landskampe, hvilket var rekord frem til 1995, hvor Peter Rasmussen nåede 12 sejre..
I en cricketkamp ramte en bold Brysting på achillessenen, og han måtte slutte sin idrætskarriere. I cricket, som han ligeledes første gang spillede i Sorø, var han lige så enestående som i fodbold. Han var gærdestjerne i begyndelsen af det nittende århundrede og betegnedes som Danmarks måske allerbedste gennem tiderne. 
Georg Brysting boede i Valby i København ved sin død 1975.